# Mastophora
Mastophora là một chi nhện trong họ Araneidae.

## Các loài
- Mastophora abalosi Urtubey & Báez, 1983 – Argentina
- Mastophora alachua Levi, 2003 – USA
- Mastophora alvareztoroi Ibarra & Jiménez, 2003 – USA, Mexico
- Mastophora apalachicola Levi, 2003 – USA
- Mastophora archeri Gertsch, 1955 – USA
- Mastophora bisaccata (Emerton, 1884) – USA, Mexico
- Mastophora brescoviti Levi, 2003 – Brazil
- Mastophora caesariata Eberhard & Levi, 2006 – Costa Rica
- Mastophora carpogaster Mello-Leitão, 1925 – Brazil
- Mastophora catarina Levi, 2003 – Brazil
- Mastophora comma Báez & Urtubey, 1985 – Argentina
- Mastophora conica Levi, 2006 – Argentina
- Mastophora conifera (Holmberg, 1876) – Argentina
- Mastophora cornigera (Hentz, 1850) – USA to Nicaragua
- Mastophora corpulenta (Banks, 1898) – Mexico, Honduras, Nicaragua, Brazil
- Mastophora corumbatai Levi, 2003 – Brazil
- Mastophora cranion Mello-Leitão, 1928 – Brazil
- Mastophora diablo Levi, 2003 – Argentina
- Mastophora dizzydeani Eberhard, 1981 – Colombia, Peru
- Mastophora escomeli Levi, 2003 – Peru
- Mastophora extraordinaria Holmberg, 1876 – Brazil, Uruguay, Argentina
- Mastophora fasciata Reimoser, 1939 – Costa Rica, Venezuela
- Mastophora felda Levi, 2003 – USA
- Mastophora felis Piza, 1976 – Brazil
- Mastophora gasteracanthoides (Nicolet, 1849) – Chile
- Mastophora haywardi Birabén, 1946 – Argentina
- Mastophora holmbergi Canals, 1931 – Paraguay, Argentina
- Mastophora hutchinsoni Gertsch, 1955 – USA, Canada
- Mastophora lara Levi, 2003 – Venezuela
- Mastophora leucabulba (Gertsch, 1955) – USA to Honduras
- Mastophora leucacantha (Simon, 1897) – Brazil
- Mastophora longiceps Mello-Leitão, 1940 – Brazil
- Mastophora melloleitaoi Canals, 1931 – Brazil, Argentina
- Mastophora obtusa Mello-Leitão, 1936 – Brazil
- Mastophora pesqueiro Levi, 2003 – Brazil
- Mastophora phrynosoma Gertsch, 1955 – USA
- Mastophora pickeli Mello-Leitão, 1931 – Brazil
- Mastophora piras Levi, 2003 – Brazil
- Mastophora rabida Levi, 2003 – Ecuador (Galapagos Is.)
- Mastophora reimoseri Levi, 2003 – Paraguay
- Mastophora satan Canals, 1931 – Brazil, Uruguay, Argentina
- Mastophora satsuma Levi, 2003 – USA
- Mastophora seminole Levi, 2003 – USA
- Mastophora soberiana Levi, 2003 – Panama
- Mastophora stowei Levi, 2003 – USA
- Mastophora timuqua Levi, 2003 – USA
- Mastophora vaquera Gertsch, 1955 – Cuba
- Mastophora yacare Levi, 2003 – Uruguay
- Mastophora yeargani Levi, 2003 – USA
- Mastophora ypiranga Levi, 2003 – Brazil